# Judy Davis
Judy Davis, född 23 april 1955 i Perth, Western Australia, är en australisk skådespelare.
Bland Davis filmroller märks filmer som Min lysande karriär (1979), Winter of Our Dreams (1981), Hoodwink (1981), En färd till Indien (1984), Georgia (1988), Alice (1990), Chopin, mon amour (1991), Barton Fink (1991), Fruar och äkta män (1992), Absolut makt (1997), Harry bit för bit (1997), Kändisliv (1998), The Break-Up (2006), Marie Antoinette (2006), The Eye of the Storm (2011), Förälskad i Rom (2012) och The Dressmaker (2015). Davis har även medverkat i flera TV-produktioner, däribland i En kvinna kallad Golda (1982) samt i titelrollen i I skuggan av Judy Garland (2001).

## Biografi
Judy Davis föddes i Perth i västra Australien och fick en strikt katolsk uppfostran. Hon utbildades på Loretos klosterskola och tog examen vid National Institute of Dramatic Art (NIDA) 1977. Hon är gift med skådespelaren Colin Friels (som också var med i filmen Hightide tillsammans med henne) sedan 1984. De har två barn tillsammans, Jack och Charlotte. För närvarande bor de i Sydney.

### Karriär
År 1984 spelade Judy Davis huvudrollen Adela Quested i David Leans sista film En färd till Indien, en filmatisering av E.M. Forsters roman. Hon nominerades till en Oscar för bästa kvinnliga huvudroll för sin insats, men Sally Field fick den. Hon har sedan bland annat varit med i flera av Woody Allens filmer. Hon oscarnominerades för birollen i Fruar och äkta män.

## Filmografi i urval
- 1979 – Min lysande karriär
- 1981 – Winter of Our Dreams
- 1982 – Specialstyrka S.A.S.
- 1982 – En kvinna kallad Golda (TV-film)
- 1984 – En färd till Indien
- 1988 – Georgia
- 1990 – Alice
- 1991 – Chopin, mon amour
- 1991 – Barton Fink
- 1991 – Där änglar vägra gå
- 1991 – Den nakna lunchen
- 1992 – Fruar och äkta män
- 1994 – Absolut gisslan
- 1996 – Children of the Revolution
- 1996 – Blood & Wine
- 1997 – Harry bit för bit
- 1997 – Absolut makt
- 1998 – Kändisliv
- 2001 – The Man Who Sued God
- 2001 – I skuggan av Judy Garland (Miniserie)
- 2003 – Swimming Upstream
- 2006 – The Break-Up
- 2006 – Marie Antoinette
- 2011 – Page Eight (TV-film)
- 2011 – The Eye of the Storm
- 2012 – Förälskad i Rom
- 2012 – Dark Blood (inspelad 1993)
- 2013 – The Young and Prodigious T.S. Spivet
- 2015 – The Dressmaker